# 谭栖伟
谭栖伟（1954年8月—），男，土家族，重庆石柱人，中华人民共和国政治人物。中共重庆市委党校区域经济学专业毕业。

## 生平
1973年3月参加工作，1973年11月加入中国共产党。1985年7月，任中共石柱土家族自治县委副书记、县长。1989年9月，任中共石柱土家族自治县委书记。1991年11月，任四川省黔江地区行署副专员。1993年9月，任中共黔江地委委员、行署副专员。1997年3月，任中共重庆市南岸区委副书记、区长。2001年12月，任中共南岸区委书记。2006年3月，任重庆市人民政府副市长。2013年1月，任重庆市人大常委会副主任。
2013年，当选第十二届全国人民代表大会重庆地区代表。因涉嫌严重违纪违法，2014年5月15日，重庆市第四届人大常委会第九次会议决定罢免其第十二届全国人民代表大会代表职务。
2014年5月3日，涉嫌严重违纪违法正接受组织调查。据称谭落马是因在中央巡视组巡视期间受到举报。2014年9月，谭栖伟因利用职务上的便利为他人谋取利益，本人或通过其妻收受巨额贿赂，上述行为已构成严重违纪违法，并涉嫌犯罪，中纪委决定给予谭栖伟开除党籍、开除公职处分，将其涉嫌犯罪问题及线索移送司法机关依法处理。
2015年4月10日，经最高检指定，谭栖伟受贿案由河北省人民检察院侦查终结后移送河北省衡水市人民检察院审查起诉，河北省衡水市人民检察院已向衡水市中级人民法院提起公诉。
据河北省衡水市中级人民法院官方微博消息，河北省衡水市中级人民法院今日公开宣判重庆市人大常委会原副主任谭栖伟受贿案，认定被告人谭栖伟犯受贿罪，判处有期徒刑十二年，并处没收个人财产人民币一百万元。法院审理查明：谭栖伟直接或间接多次非法收受他人所送的财物，共计折合人民币1143万余元。案发后，赃款及孳息全部追缴。